# Хуайбей
Хуайбей (кит. спр. 淮北市, піньїнь: Huáiběi Shì) — місто-округ в китайській провінції Аньхой. 

## Географія
Хуайбей розташовується у північній частині провінції.

### Клімат
Місто знаходиться у зоні, котра характеризується вологим субтропічним кліматом. Найтепліший місяць — липень із середньою температурою 27.7 °C (81.9 °F). Найхолодніший місяць — січень, із середньою температурою 1 °С (33.8 °F).
| Клімат Хуайбея          | Клімат Хуайбея | Клімат Хуайбея | Клімат Хуайбея | Клімат Хуайбея | Клімат Хуайбея | Клімат Хуайбея | Клімат Хуайбея | Клімат Хуайбея | Клімат Хуайбея | Клімат Хуайбея | Клімат Хуайбея | Клімат Хуайбея | Клімат Хуайбея |
| Показник                | Січ.           | Лют.           | Бер.           | Квіт.          | Трав.          | Черв.          | Лип.           | Серп.          | Вер.           | Жовт.          | Лист.          | Груд.          | Рік            |
| Середня температура, °C | 1              | 2,8            | 8,5            | 15,3           | 21             | 25,6           | 27,7           | 27,2           | 22             | 16,3           | 9,5            | 3,2            | 15             |
| Норма опадів, мм        | 16.7           | 22.9           | 38.1           | 54.7           | 58.2           | 95.1           | 240            | 137.3          | 83             | 44.6           | 26.4           | 14.8           | 831.8          |
| Днів з опадами          | 4,3            | 6,1            | 7,2            | 9,2            | 8,2            | 8,7            | 14,1           | 11,1           | 9,7            | 7,7            | 6,9            | 5,2            | 98,4           |
| Вологість повітря, %    | 64             | 65             | 62.9           | 65             | 64.6           | 66.9           | 80.1           | 80.1           | 75.8           | 72.2           | 68.8           | 65.2           | 69.2           |
| ----------------------- | -------------- | -------------- | -------------- | -------------- | -------------- | -------------- | -------------- | -------------- | -------------- | -------------- | -------------- | -------------- | -------------- |
| Джерело: Weatherbase    |                |                |                |                |                |                |                |                |                |                |                |                |                |